# ТЕС Іліджан
13°37′17″ пн. ш. 121°4′44″ сх. д. / 13.62139° пн. ш. 121.07889° сх. д.
ТЕС Іліджан – теплова електростанція на півдні філіппінського острова Лусон. 
Поява ТЕС була пов’язана із проектом розробки офшорного газового родовища Малампая, від якого проклали газопровід до затоки Батангас. За кілька кілометрів на схід від входу до останньої, на узбережжі протоки Верде-Айлендс (розділяє острови Лусон та Міндоро) обрали майданчик для ТЕС Іліджан, де у 2001 – 2002 роках ввели в експлуатацію два однотипні парогазові блоки загальною потужністю 1251 МВт, в кожному з яких дві газові турбіни живлять відповідну кількість котлів-утилізаторів одну парову турбіну.  
На випадок нестачі природного газу станція може споживати нафтопродукти, при цьому її потужність в такому режим становить 1243 МВт.
Видача продукції відбувається по ЛЕП, розрахованій на роботу під напругою 230 кВ.
Проект реалізував консорціум під головуванням південнокорейської Korea Electric Power Corporation (KEPCO). Серед інших учасників можливо відзначити японські Mitsubishi, Kyushu Electric, Tokyo Electric та Marubeni (дві останні приєднались у 2007 році шляхом придбання компанії TeaM Energy Corporation). Інвестори отримали контракт на гарантований викуп виробленої електроенергії до 2022 року, після чого станція повинна була перейти у власність Філіппін. 
В червні 2022-го контроль над станцією отримала державна агенція Power Sector Assets and Liabilities Management Corporation, яка в свою чергу передала об’єкт дочірній структурі філіппінської групи San Miguel Corporation. Втім, тоді ж завершився і контракт з Shell на постачання газу з Малампаї, що на тлі виснаження цього родовища та дефіциту блакитного палива призвело до зупинки ТЕС Іліджан. Станом на початок 2023-го відновити роботу станції так і не вдалось, проте це розраховували зробити вже за кілька місяців, із запуском терміналу для імпорту ЗПГ Батангас від компанії AG&P.